# Réal Athletic Club
Le RAC (Real Athletic Club) est un club ivoirien de handball basé à Abidjan.

## Palmarès
- 2002 : Vainqueur de la Coupe nationale féminine
- 2003 : Finaliste de la Coupe d'Afrique des vainqueurs de coupe

## Joueuses et anciennes joueuses
- Tra Lou Edwige
- Soumahoro Nanséré
- Sigui Eva
- Kouassi Dandy Flore Esther